# Caerleon
Caerleon (in gallese Caerllion) è un villaggio e una comunità del Galles, situato sulle rive dell'Usk nella periferia settentrionale di Newport. Forma anche una parrocchia e una circoscrizione elettorale di questa città.
È anche un sito di considerevole importanza archeologica, perché fu sede di un fortilizio romano dal 75 al 300 d.C., dove era stanziata la Legio II Augusta. Prima di ciò, fu sede di una fortezza dell'Età del ferro.

## Caerleon romana
Si ritiene che il nome Caerleon sia di origine gallese e stia per "fortezza della legione". I romani, invece, chiamavano questo insediamento Isca Silurum (Usk dei Siluri), dalla tribù celtica dei Siluri, che era stanziata là. Sono visibili numerosi resti romani (come un anfiteatro militare, che è uno dei più impressionanti della Britannia).
Caerleon è una delle località più spesso associate con la Camelot di Re Artù. Ed è stato suggerito che proprio l'anfiteatro ancora visibile sarebbe all'origine della leggendaria Tavola rotonda arturiana.
Caerleon è citata sia nel romanzo L'albero d'argento di Susan Cooper, dove Will Stanton, il protagonista, catapultandosi nel passato proprio durante la costruzione dell'anfiteatro, nasconde il cerchio dei segni sotto un enorme masso dell'anfiteatro, sia nel romanzo L'ultima legione di Valerio Massimo Manfredi, quando i protagonisti del romanzo vi giungono dopo varie peripezie. Il precettore di Romolo Augusto, Ambrosinus, afferma che il nome della città derivi da "una deformazione locale di Castra Legionum".